# Hvalfjörður
Der Hvalfjörður (isl. für Walfjord) ist ein Fjord im Westen Islands zwischen Kjalarnes und Akranes.

## Lage und Landschaftsform
Der Fjord stellt de facto eine Verlängerung der Faxaflói-Bucht nach Osten dar. Er ist 30 km lang und an der breitesten Stelle misst er 4–5 km.
Am tiefsten ist er im Inneren und erreicht dabei eine Tiefe von 84 m, während er am Fjordausgang ca. 38 m tief ist.
Zwei Buchten vor allem zweigen von ihm im Fjordinneren ab: Botnsvogur und Brynjudalsvogur.

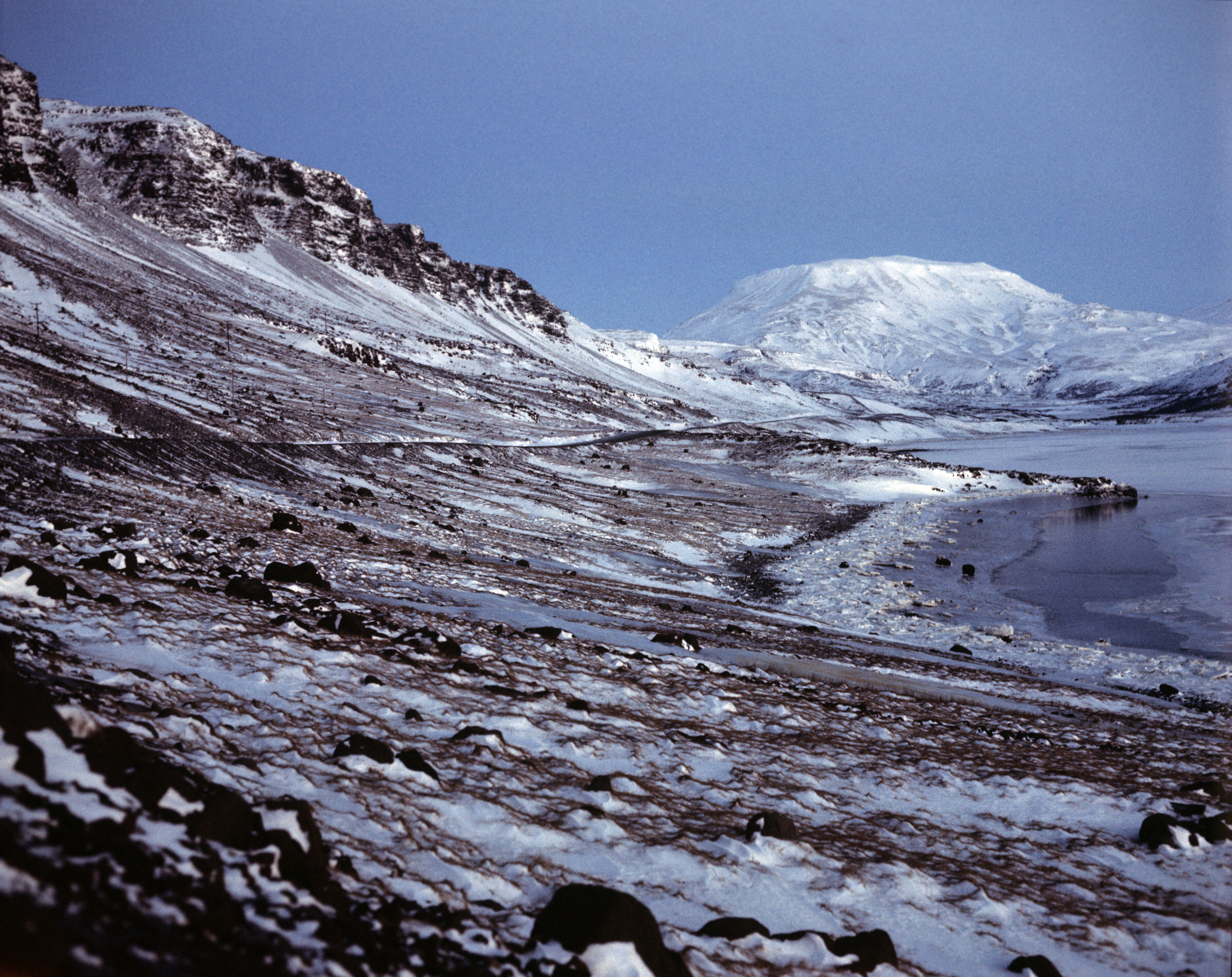
Im Hintergrund der Tafelvulkan Hvalfell

Im Talinneren ist der Fjord umgeben von steileren Bergen. Dabei handelt es sich bei Múlafell und Þyrill um die Reste eines erloschenen Schildvulkans. Hvalfell ist ein Tafelvulkan. Im Inneren des Fjordes befand sich im Tertiär ein aktiver Zentralvulkan, deshalb findet man an den Hängen der Nordseite des Fjords am Berg Brekkukambur oberhalb der Walfangstation heiße Quellen und Rhyolith-Gestein.

## Besiedelung

### Geschichte
Der Fjord hatte im Mittelalter und in der beginnenden Neuzeit eine sehr hohe Bedeutung für Süd- und Westisland sowohl als Handelsplatz als auch als Fischereizentrum.
Im 14. Jahrhundert z. B. lag der vermutlich wichtigste Handelsplatz Islands, Maríuhöfn, am Südufer des Fjords bei Kjós. Zahlreiche Überreste sind archäologisch untersucht worden. Diese Blütezeit dauerte offensichtlich bis ins 15. Jahrhundert an, als der Handelsplatz schließlich von Hafnarfjörður abgelöst wurde.
Dies kann auch damit zu tun gehabt haben, dass 1402 über Maríuhöfn auf einem Schiff die Pest ins Land eingeschleppt wurde.
Ein weiterer Handelsplatz befand sich im Fjordinneren bei der Mündung des Flusses Laxá í Kjós: Hvalfjarðareyri. Dieser Handelsplatz existierte in der 2. Hälfte des 17. Jahrhunderts.

### 20. und 21. Jahrhundert
Eine größere Siedlung gibt es im Gebiet des Fjordes nicht, aber einige Gehöfte sowie Wochenendhäuser und Fabrikansiedlungen.

#### Kirche und Pfarrgemeinde Saurbær à Hvalfjarðarströnd

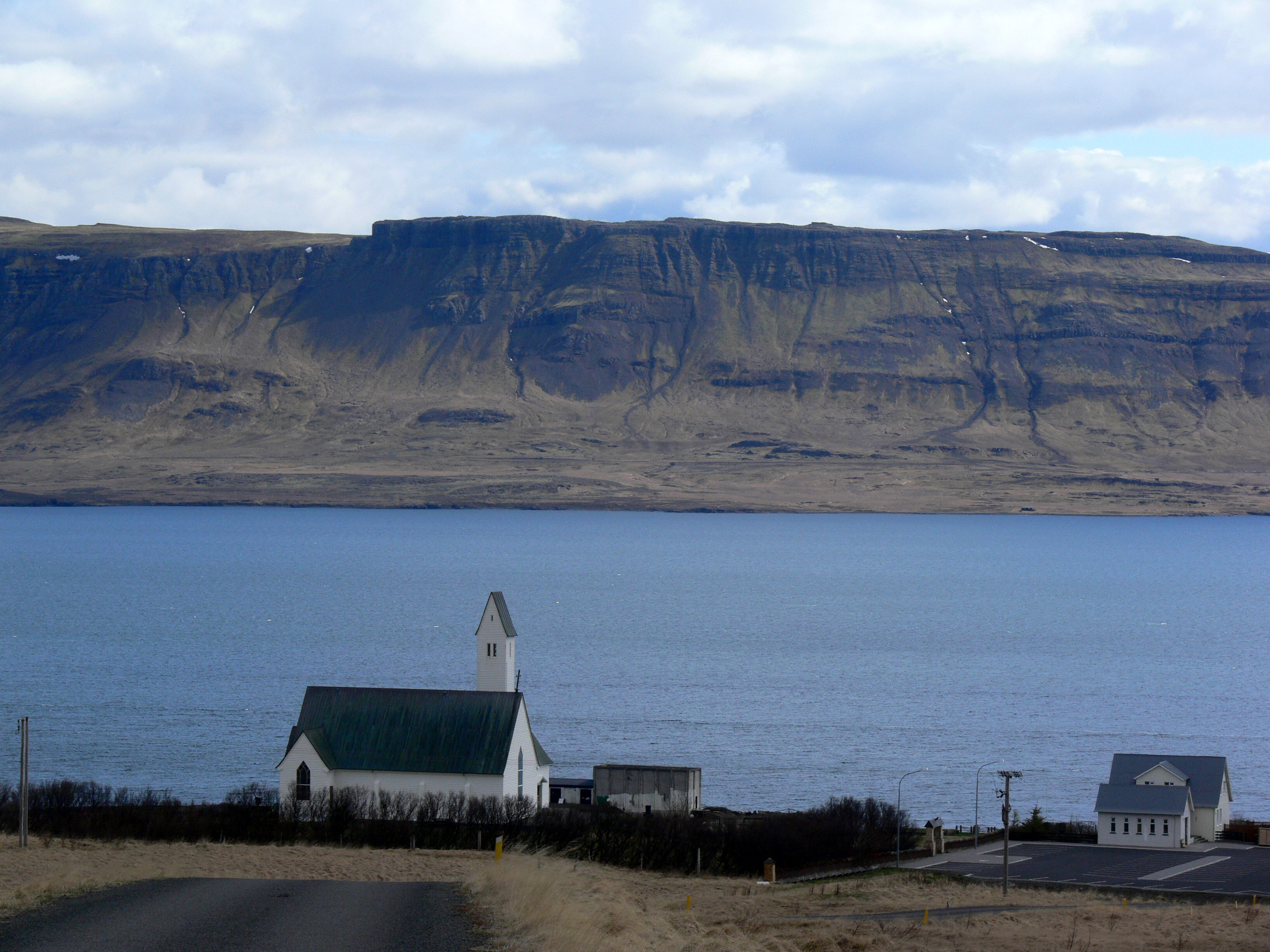
Saurbær à Hvalfjarðarströnd

In der Pfarrei Saurbær à Hvalfjarðarströnd lebte und starb der Psalmendichter und Pfarrer Hallgrímur Pétursson im 17. Jahrhundert.
Die derzeitige Kirche von 1957 hat Fenster der Künstlerin Gerður Helgadóttir.

#### Walfangstation
Im Inneren des Hvalfjörður wurde an dessen Nordseite bis in die 1980er Jahre die bedeutendste Walfangstation Islands betrieben. Die Wale wurden hier an Land verarbeitet. Noch heute werden die Trantanks benutzt. Außerdem hat man im Jahre 2008 wieder begonnen, Wale in begrenzter Menge zu jagen, angeblich zu Forschungszwecken, die hier angelandet und zerlegt werden.

#### Industriekomplex Grundartangi
Bei Grundartangi befinden sich ein Aluminiumwerk der Firma Norðurál sowie ein Ferrosiliciumwerk.

#### Marinebasen der Alliierten

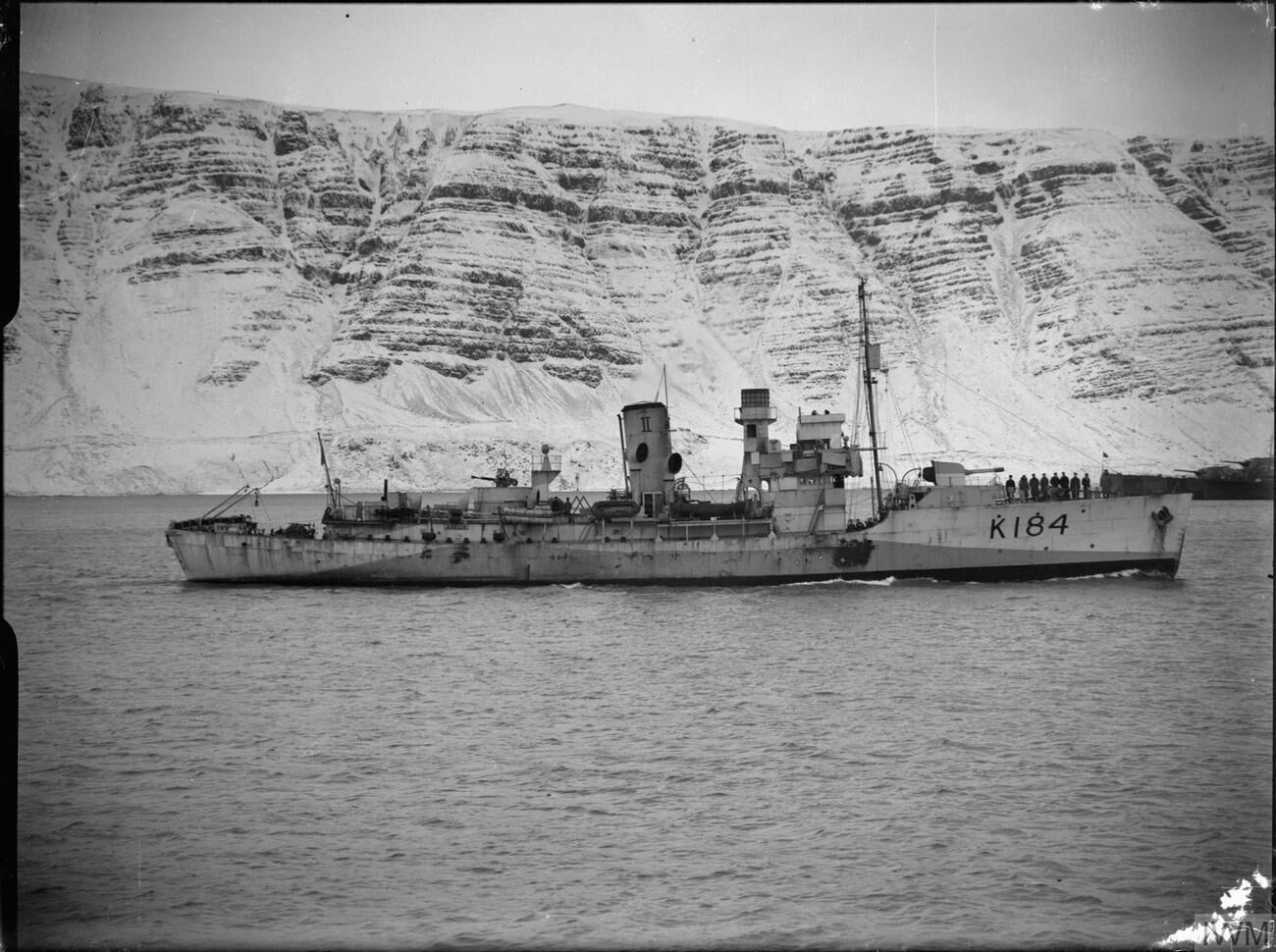
Die britische Korvette Abelia im Hvalfjörður während des Zweiten Weltkriegs

Der Hvalfjörður ist der tiefste Fjord Islands. Er eignete sich deshalb besonders gut für große Schiffe wie Walfänger oder Kriegsschiffe. Aus diesem Grunde stellten die Alliierten während des Zweiten Weltkrieges im Fjord die Nordmeergeleitzüge zusammen, die von hier aus in Richtung Sowjetunion fuhren.
Die Reste der britischen Marinebasis erkennt man an der Südseite des Fjords, die der US-Amerikaner an der Nordseite unweit der Walfangstation. Die noch dort befindlichen Öltanks werden von der NATO benutzt.

## Name

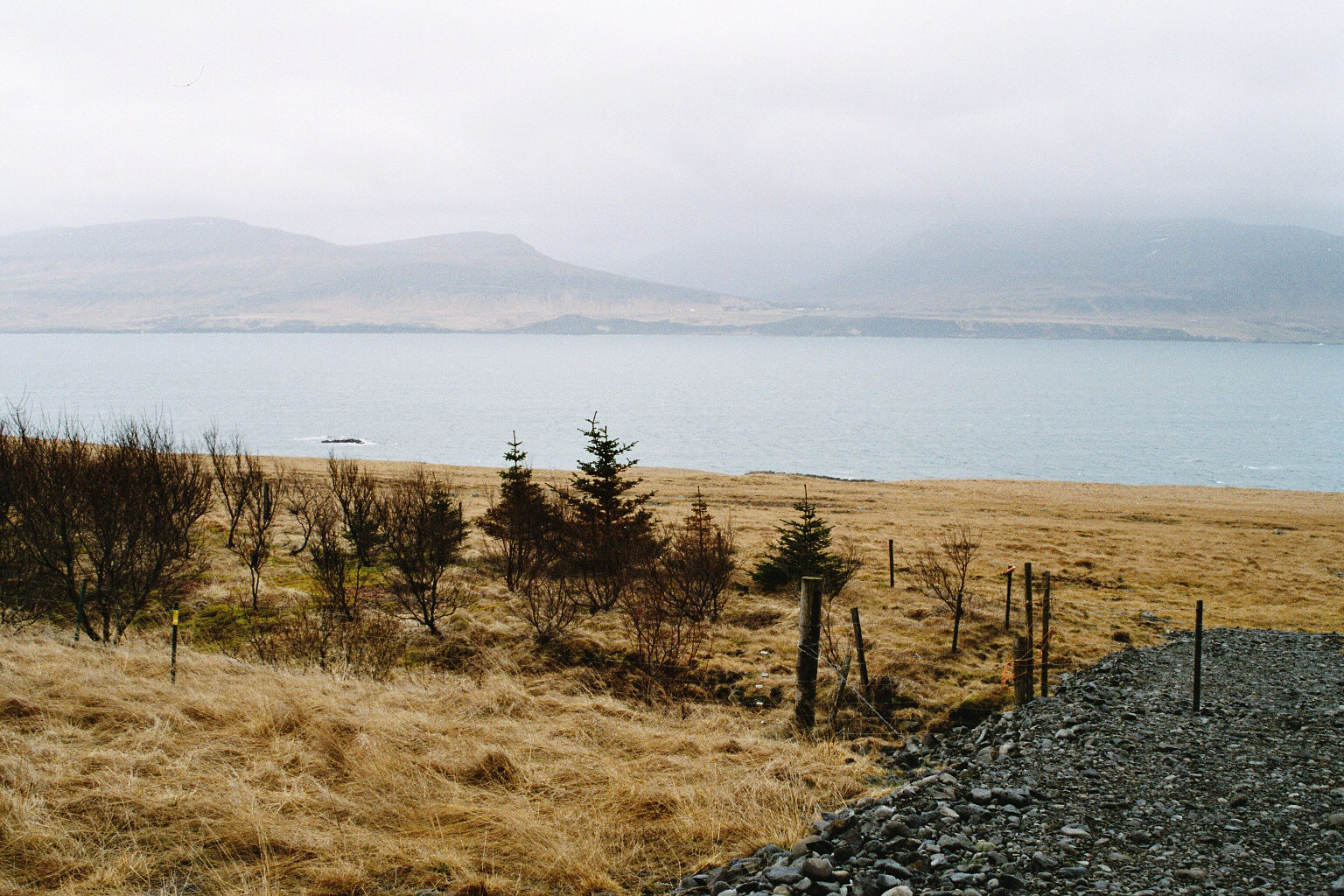
Hvalfjörður

Der Name bedeutet übersetzt Walfjord (isl. hvalur = Wal).
Es existiert eine isländische Volkssage, die den Namen erklärt: Einige Kilometer hinter dem Ende des Fjords liegt der Hvalvatn. In diesen See habe ein zauberkundiger Priester einen bösartigen Wal gelockt und daher rühre der Name des Fjords. Der Wasserfall Glymur (zu dt. Hall) führt seinen Namen auf dasselbe Ereignis zurück. Habe doch der Wal beim Hinaufklettern in den See über den Wasserfall fürchterliche Laute von sich gegeben.
Die Geschichte hat auch ein alternatives Ende, in welchem der bösartige Wal ganz hinten im Fjord wegen der Zauberei des Priesters strandete. Der Wal wurde zur Halbinsel.

## Verkehr

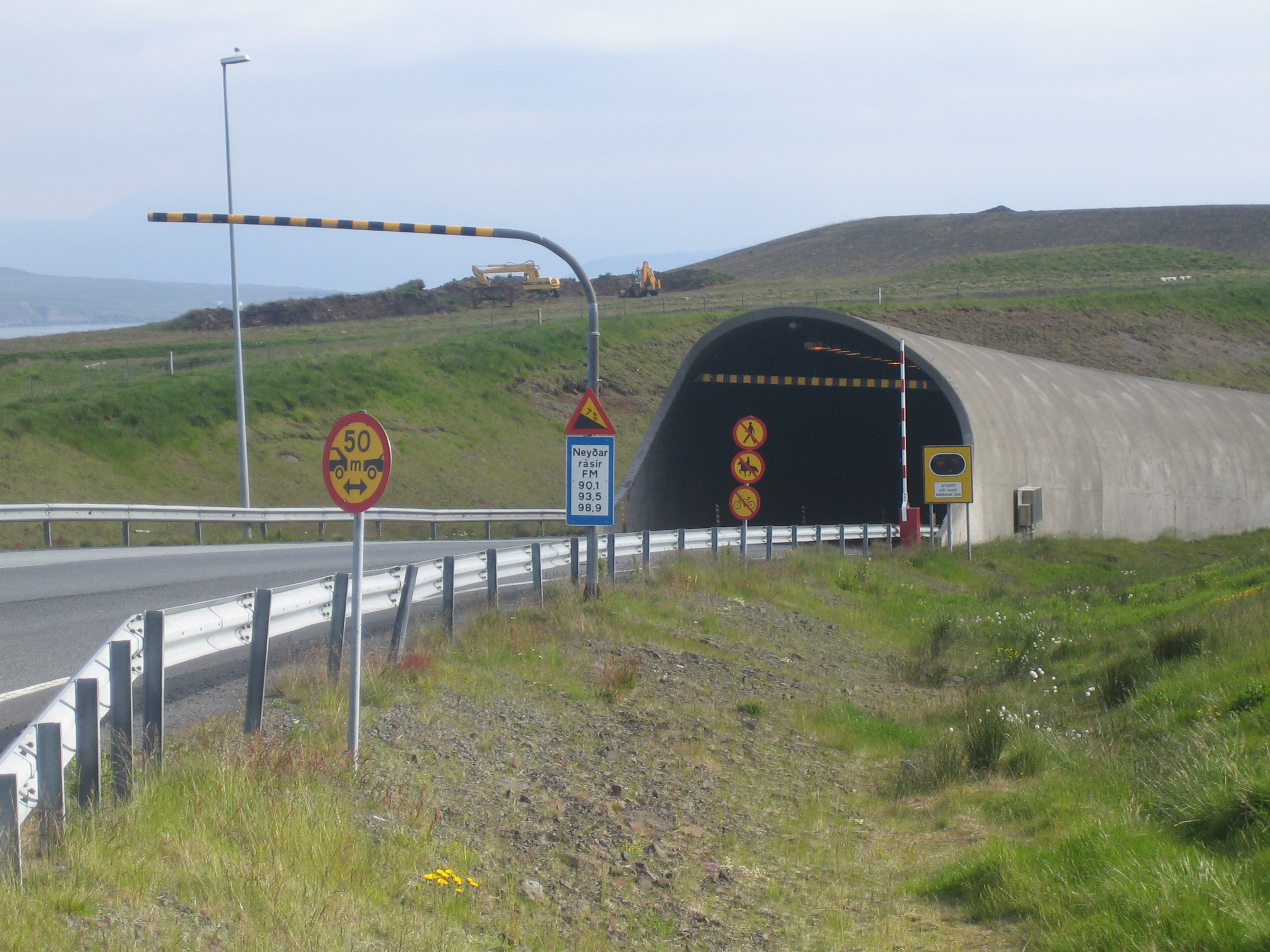
Tunnel unter dem Fjord

Bis 1998 mussten Reisende einen Umweg von rund 62 Kilometern auf der Ringstraße  nehmen, wenn sie von Reykjavík nach Borgarnes fahren wollten. Damals musste man den ganzen Fjord umrunden. Dieser Straßenabschnitt wurde zum Hvalfjarðarvegur .
Heutzutage wird die Fahrt durch den Tunnel Hvalfjarðargöng unter dem Fjord verkürzt. Der Tunnel wurde von isländischen Firmen entwickelt und gebaut. Er ist zweispurig ausgebaut und führt bis in 165 m Tiefe hinunter, damit liegt er etwa 130 m unter dem Meeresboden.
Der Fjord ist an seiner Mündung nur 38 m tief, hingegen im Inneren bis zu 84 m. Das erklärt sich dadurch, dass die Eiszeitgletscher, die bis vor 10.000 Jahren über der Gegend ruhten, Richtung Inland schwerer und dicker waren und dort auch länger aufruhten, daher eine viel größere Erosionskraft im Inneren von Fjorden hatten.

## Flora und Fauna
Es wachsen an der Botnsá Lupinen, die in Island 1945 eingeführt wurden und wegen der Genügsamkeit und ihrer langen Wurzeln gegen die Erosion eingesetzt werden, sowie zahlreiche andere Blumen und blühende Moose. Inzwischen gibt es Ansätze von Wäldern mit Nadelbäumen zwischen den Birken. Ein Beispiel für die gelungene Anpflanzung arktischer Nadelbäume (meist aus Sibirien) in Island (siehe Island-Hauptartikel, Flora und Fauna).
Der Fjord hatte einen Fischreichtum. Im Winter 1947–48 wurden im Fjord ungeheure Mengen an Hering gefangen.